# 안동중앙고등학교
안동중앙고등학교(安東中央高等學校)는 대한민국 경상북도 안동시 태화동에 위치한 사립 고등학교이다.

## 학교 연혁
- 1952년 4월 17일 : 학교법인 경덕학원 인가
- 1963년 12월 14일 : 경덕상업고등학교 설립 인가 (6학급 인가)
- 1964년 3월 2일 : 초대 교장 우덕수 선생 취임
- 1964년 10월 15일 : 개교식 거행
- 1967년 10월 31일 : 별관 2층 14개 교실 및 부속건물 준공
- 1969년 3월 10일 : 과학관 및 도서관 준공
- 1977년 10월 25일 : 안동상업고등학교로 교명변경 (1978. 03. 01. 시행)
- 1978년 10월 15일 : 범산 회관 준공 개관
- 1982년 10월 15일 : 별관 16교실 준공
- 1983년 7월 12일 : 안동종합고등학교로 교명변경 (1984. 03. 01. 시행)
- 1985년 10월 15일 : 범산정 준공
- 1988년 9월 6일 : 안동중앙고등학교로 교명변경 (1989. 03 01. 시행)
- 1998년 10월 18일 : 학교감축 인가 (18학급 인가)
- 2004년 8월 30일 : 범산학사(기숙사) 준공
- 2012년 6월 18일 : 청운관 (다목적강당) 준공
- 2018년 1월 30일 : 덕운관 (역도연습장) 준공
- 2020년 8월 5일 : 도담관(소규모 옥외체육관) 준공
- 2023년 3월 1일 : 제8대 교장 박정석 선생 취임
- 2023년 12월 29일 : 제58회 131명 졸업(졸업생 14,536명)
- 2025년 3월 1일 : 제9대 교장 류한덕 선생 취임

## 참고 자료
- 안동중앙고등학교 - 한국교육학술정보원 학교알리미